# Amazonka modrobrewa
Amazonka modrobrewa (Amazona amazonica) – gatunek średniej wielkości ptaka z rodziny papugowatych (Psittacidae). Zamieszkują północną połowę Ameryki Południowej. Nie jest zagrożony wyginięciem.

## Taksonomia
Gatunek ten opisał Karol Linneusz w 1766 w 12. edycji Systema Naturae na podstawie holotypu z Surinamu. Nowemu gatunkowi nadał nazwę Psittacus amazonicus. Wcześniej gatunek ten opisywali także inni autorzy, m.in. w 1760 Mathurin Jacques Brisson, który również użył nazwy Psittacus amazonicus. Obecnie (2020) Międzynarodowy Komitet Ornitologiczny umieszcza amazonkę modrobrewą w rodzaju Amazona. Uznaje gatunek za monotypowy. Wyniki jednego badania genetycznego wskazują na bliskie pokrewieństwo gatunku z amazonką płomiennosterną (A. brasiliensis) i królewską (A. guildingii). A. a. tobagensis (Trynidad i Tobago) zwykle nie jest uznawany, zmiana w upierzeniu dotycząca przedstawicieli tego podgatunku to prawdopodobnie lokalna odmiana (ptaki te mają więcej barwy pomarańczowej na skrzydle).

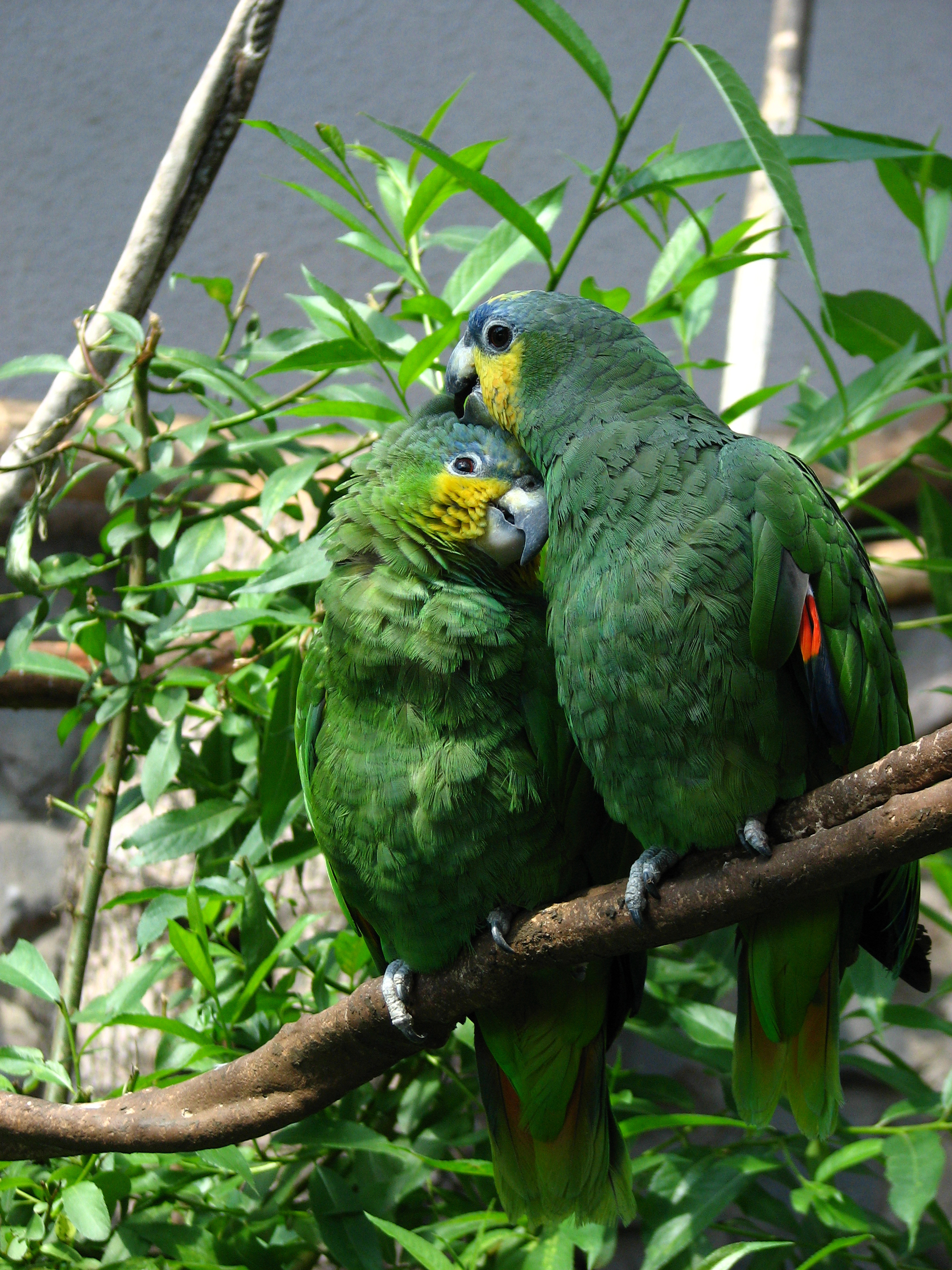
Para amazonek modrobrewych w moskiewskim zoo

## Morfologia
Długość ciała wynosi 31–34 cm; masa ciała 298–469 g. Występuje niewielki dymorfizm płciowy. Większość upierzenia zielona, przy czym na spodzie ciała jest jaśniejsza. Wyróżnia się pomarańczowe lusterko (anglojęzyczna nazwa Orange-winged Parrot nawiązuje właśnie do tego elementu). Na lotkach I rzędu występują szerokie niebieskie końcówki. Krawędź nadgarstka żółta. Końcówki sterówek żółte. Kantarek i czoło są niebieskie, barwa ta sięga za oko. U samców występuje więcej niebieskiego. Dziób żółtawy z szarą końcówką. Tęczówka pomarańczowa. Nogi szare.

## Zasięg występowania
Amazonki modrobrewe zamieszkują obszar od północnej i wschodniej Kolumbii, wschodniego Ekwadoru i wschodniego Peru na wschód przez Wenezuelę, Trynidad i Tobago, region Gujana, dalej na południe przez Amazonię po wschodnią Boliwię i południową Brazylię (po południowe Mato Grosso do Sul i północny stan Paraná). Izolowana populacja zamieszkuje wybrzeże wschodniej Brazylii: od Pernambuco po północno-wschodni stan São Paulo. BirdLife International szacuje zasięg występowania na 12,3 mln km². Niewielkie populacje uciekinierów z niewoli założyły kolonie lęgowe na południowym krańcu Florydy koło Miami oraz na Portoryko.

## Ekologia i zachowanie
Środowiskiem życia amazonek modrobrewych są wszelkiego rodzaju nizinne formacje z drzewami, również lasy deszczowe i sawanny. Odnotowywane były do 1200 m n.p.m., ale rzadko notuje się je powyżej 600 m n.p.m. (inne źródło mówi o 800 m n.p.m.). Skład pożywienia słabo zbadany, zidentyfikowano jedynie kilka gatunków. Amazonki modrobrewe żywią się nasionami, owocami, orzechami, kwiatami i pąkami. Pożywienia szukają także na uprawach, np. pomarańczy, mango czy kakaowców. Żerują grupowo, nierzadko z przedstawicielami innych gatunków amazonek. Poza sezonem lęgowym odpoczywają również grupowo.

### Lęgi
Okres lęgowy na Trynidadzie trwa od stycznia do czerwca, w północno-wschodniej Wenezueli od marca do czerwca, w Surinamie od lutego do marca, w Kolumbii od grudnia do lutego. Gniazda mieszczą się w dziuplach drzew. Są to ptaki monogamiczne. Zniesienie liczy od 2 do 5 jaj, inkubacja trwa około 21 dni. Wysiaduje tylko samica. Młode stają się w pełni opierzone blisko 2 miesiące od wyklucia. Osiągają dojrzałość płciową w wieku 3–4 lat. Jedno ze źródeł podaje minimalną długość życia w niewoli jako 30 lat. Jedno doniesienie z 1938 mówi o samcu żyjącym 71 lat; jest to możliwe, ale nie ma wystarczająco dużo dowodów, by potwierdzić tę informację.

## Status
IUCN uznaje amazonkę modrobrewą za gatunek najmniejszej troski (LC, Least Concern) nieprzerwanie od 1988 (stan w 2025). Całkowita liczebność populacji nie została oszacowana, choć ptak ten opisywany jest jako dość pospolity. Gatunek znajduje się na liście w załączniku II CITES. Od 1981 do 2005 odnotowano w międzynarodowym handlu 268 510 odłowionych w naturze amazonek modrobrewych. Są to popularne ptaki w hodowli.